# Carl Dohmann
Carl Dohmann (* 18. Mai 1990 in Hannover) ist ein deutscher Leichtathlet in der Disziplin Gehen. Er wurde 2013, 2015 und 2016 Deutscher Meister im Wettbewerb über 50 Kilometer.

## Sportliche Laufbahn

### Bahngehen
Dohmann begann 2006 mit dem Gehen und konnte bei den Deutschen Jugendmeisterschaften 2006 in Bochum-Wattenscheid teilnehmen. Bei den Deutschen Jugendmeisterschaften 2008 in Berlin erreichte er im 10.000-Meter-Gehen den zweiten Platz in der Altersklasse der männlichen Jugend U20.
Bei den Deutschen Jugendmeisterschaften 2009 in Rhede gewann Dohmann ebenso wie bei den Deutschen Juniorenmeisterschaften 2009 in Göttingen die Titel über 10.000 Meter. Er gewann damit 2009 alle möglichen deutschen Freiluftmeisterschaften seiner Altersklasse und die Deutschen Meisterschaften im Bahngehen der höheren Altersklasse der Junioren.
Dohmann konnte seinen Titel bei den Deutschen Juniorenmeisterschaften 2010 in Regensburg im 10.000-Meter-Gehen erfolgreich verteidigen. Im folgenden Jahr bei den Deutschen Juniorenmeisterschaften 2011 in Bremen wurde Dohmann über 10.000 Meter Deutscher Vizemeister. Mit diesem Ergebnis qualifizierte er sich für die U23-Europameisterschaften 2011 in Ostrava und die Universiade 2011 in Shenzen. Bei beiden Meisterschaften wurde er disqualifiziert. Bei den Deutschen Juniorenmeisterschaften 2012 in Kandel gewann er über 10.000 Meter die Bronzemedaille.

### Straßengehen
Dohmann konnte 2007 seine erste nationale Medaille gewinnen. Bei den Deutschen Jugendmeisterschaften 2007 in Hildesheim in der Altersklasse der männlichen Jugend U18 wurde er im 10-km-Gehen Deutscher Vizemeister. Bei den Deutschen Jugendmeisterschaften 2009 in Zittau gewann der das 10-km-Gehen in der Altersklasse der männlichen Jugend U20 und wurde erstmalig Deutscher Jugendmeister.
Dohmann startete bei den Deutschen Meisterschaften im Straßengehen 2010 in Naumburg (Saale) erstmalig im 20-km-Gehen. Mit seiner Zeit von 1:29:38 h in der Altersklasse der männlichen Junioren konnte er die Silbermedaille gewinnen. Bei den Deutschen Meisterschaften 2012 in Gleina wurde er über 30 km Deutscher Juniorenmeister.
Seine erste Podiumsplatzierung in der Männerklasse gelang Dohmann bei den Deutschen Meisterschaften 2013 in Naumburg (Saale) am 28. April 2013 über 20 km, wo er den dritten Platz belegte. Bei den Deutschen Meisterschaften 2013 im 50-km-Gehen am 19. Oktober 2013 in Gleina gewann er bei seinem ersten Rennen über diese Distanz den Titel in 3:57:58 h mit über einer halben Stunde Vorsprung auf den Zweitplatzierten. Auch 2015 und 2016 gewann er über diese Strecke den deutschen Meistertitel.
Bei den Olympischen Spielen 2016 in Rio de Janeiro wurde er für den 50-km-Wettbewerb nominiert, bei dem er nicht ins Ziel kam. Bei den Weltmeisterschaften 2017 in London kam er über diese Strecke auf den zehnten Platz und 2019 in Doha auf den siebten Platz.
Die Deutschen Meisterschaften 2020 im Straßengehen in Naumburg (Saale) wurden aufgrund der COVID-19-Pandemie abgesagt.
Die Deutschen Meisterschaften 2021 im Straßengehen fanden am 10. April 2021 in Frankfurt am Main statt. Aufgrund der COVID-19-Pandemie konnten ausschließlich Bundeskader-Athletinnen und Bundeskader-Athleten teilnehmen. Dohmann belegte dort im 50-km-Gehen den Bronzerang. Bei den aufgrund der COVID-19-Pandemie um ein Jahr verschobenen Olympischen Spiele 2020 belegte Dohmann im 50-km-Gehen den 33. Platz.
Bei der Team-WM der Geher 2022 im Oman startete Dohmann erstmalig über die neue 35-km-Distanz und belegte dort den 25. Platz. Bei den Deutschen Meisterschaften 2022 in Frankfurt am Main startete Dohmann über die neue Distanz im 35-km-Gehen. Er gewann hinter dem neuen Deutschen Meister Christopher Linke und vor dem Drittplatzierten Karl Junghannß Silber. Mit dieser Leistung qualifizierte Dohmann sich für die Weltmeisterschaften 2022 in Eugene. Dort belegte er im 35-km-Gehen mit seiner Zeit von 2:45:44 h Platz 40. Bei den Europameisterschaften 2022 in München belegte Dohmann im 35-km-Gehen den 8. Platz in 2:36:52 h.
Bei den Deutschen Meisterschaften 2023 in Erfurt belegte Dohmann im 35-km-Gehen in einer Zeit von 2:31:49 h den zweiten Platz hinter Karl Junghannß (LC Top Team Thüringen) und vor Nathaniel Seiler (TV Bühlertal).
Sein Konkurrent war über viele Jahre Hagen Pohle vom SC Potsdam.
Dohmann startet für den SCL Heel Baden-Baden. Sein Trainer ist Robert Ihly.

## Berufsweg
Er hat einen Bachelor-Abschluss in Geschichte und Soziologie.

## Erfolge
Dohmann startet sowohl im Bahngehen als auch im Straßengehen. In beiden Disziplinen konnte er bereits nationale und internationale Erfolge erzielen.

### International
- 2009: 04. Platz U20-Europameisterschaften 10.000 m Bahngehen
- 2009: 11. Platz U20-Europacup 10 km
- 2009: 03. Platz Mannschaftswertung U20-Europacup 10 km
- 2014: 15. Platz Europameisterschaften 50 km
- 2015: 13. Platz Europacup 20 km
- 2015: Team-Europacupsieger 20 km
- 2015: Teilnahme Weltmeisterschaften 50 km
- 2016: 15. Platz Weltcup 20 km
- 2016: 04. Platz Team-Weltmeisterschaft 20 km
- 2016: Teilnahme Olympische Spiele 50 km
- 2017: 09. Platz Weltmeisterschaften 50 km
- 2017: 21. Platz Europacup 50 km
- 2018: 05. Platz Europameisterschaften 50 km
- 2018: 23. Platz Weltcup 50 km
- 2018: 06. Platz Team-WM 50 km
- 2019: 07. Platz Weltmeisterschaften 50 km
- 2019: 21. Platz Europacup 50 km
- 2021: 02. Platz Team-Europameisterschaft 50 km
- 2021: 33. Platz Olympische Spiele 50 km
- 2022: 25. Platz Team-Weltmeisterschaft Einzel 35 km
- 2022: 40. Platz Weltmeisterschaften 35 km
- 2022: 08. Platz Europameisterschaften 35 km

### National

#### Freiluft
Hauptklasse:
- 2013, 2015 und 2016: Deutscher Meister 50 km
- 2014 und 2016: Deutscher Vizemeister 10.000 m Bahngehen
- 2013, 2014 und 2015: 3. Platz Deutsche Meisterschaften 20 km
- 2021: 3. Platz Deutsche Meisterschaften 50 km
- 2022: Deutscher Vizemeister 35 km
- 2023: Deutscher Vizemeister 35 km

Junioren:
- 2009 und 2010: Deutscher Juniorenmeister 10.000 m Bahngehen
- 2010: Deutscher Vizejuniorenmeister 20 km
- 2011: Deutscher Vizejuniorenmeister 10.000 m Bahngehen
- 2012: Deutscher Juniorenmeister 30 km
- 2012: 3. Platz Deutsche Juniorenmeisterschaften 10.000 m Bahngehen

Jugend:
- 2007: Deutscher Vizejugendmeister 10 km (U18)
- 2008: Deutscher Vizejugendmeister 10.000 m Bahngehen (U20)
- 2009: Deutscher Jugendmeister 10 km (U20)
- 2009: Deutscher Jugendmeister 10.000 m Bahngehen (U20)

#### Halle
- 2008: 3. Platz Deutsche Jugendhallenmeisterschaften 5000 m Bahngehen (U20)

## Persönliche Bestzeiten
- 5000 Meter Bahngehen: 21:48,33 min, 26. September 2021 in  Baden-Baden
- 10.000 Meter Bahngehen: 40:06,44 min, 11. Juni 2016 in  Bühlertal
- 10 km Gehen: 42:15 min, 25. April 2009 in  Zittau
- 20 km Gehen: 1:21:26 h, 7. Mai 2016 in  Rom
- 30 km Gehen: 2:15:02 h, 13. Oktober 2012 in  Gleina
- 35 km Gehen: 2:30:59 h, 30. April 2022 in  Frankfurt am Main
- 50 km Gehen: 3:45:21 h, 13. August 2017 in  London